# Stoezjytsja-Oezjok
Stoezjytsja-Oezjok (Oekraïens: Стужиця-Ужок) is een strikt natuurreservaat in de Oekraïense Karpaten waarin eeuwenoude, maagdelijke beukenbossen te vinden zijn. Stoezjytsja-Oezjok ligt in het Nationaal Park Oezjansky, maar maakt sinds 1993 ook deel uit van het Oost-Karpatisch Biosfeerreservaat. Sinds 2007 behoort het eveneens tot de werelderfgoedinschrijving Oude en voorhistorische beukenbossen van de Karpaten en andere regio's van Europa van UNESCO. De eerste keer dat het gebied beschermd werd was al in 1908, toen het nog in Oostenrijk-Hongarije lag. Stoezjytsja-Oezjok grenst tegenwoordig aan het Oerbos Stužica in Slowakije, dat tot dezelfde werelderfgoedinschrijving behoort.

## Algemene informatie
Stoezjytsja-Oezjok heeft een oppervlakte van 61,47 km², waarbij de kernzone 25,32 km² is. De bodem en klimatologische omstandigheden in Stoezjytsja-Oezjok zijn optimaal voor de groei van de beuk (Fagus sylvatica). Omdat het gebied vrijwel onaangeraakt is gebleven, zijn er in het reservaat maagdelijke beukenbossen te vinden. In mindere mate groeien hier ook gewone esdoorn (Acer pseudoplatanus), Noorse esdoorn (Acer platanoides), es (Fraxinus excelsior) en soms Spaanse aak (Acer campestre) en zoete kers (Prunus avium). In het gebied zijn 491 vaatplanten, 102 mossen, 32 korstmossen en 60 schimmels vastgesteld.